# Иосиф Сталин (паром)

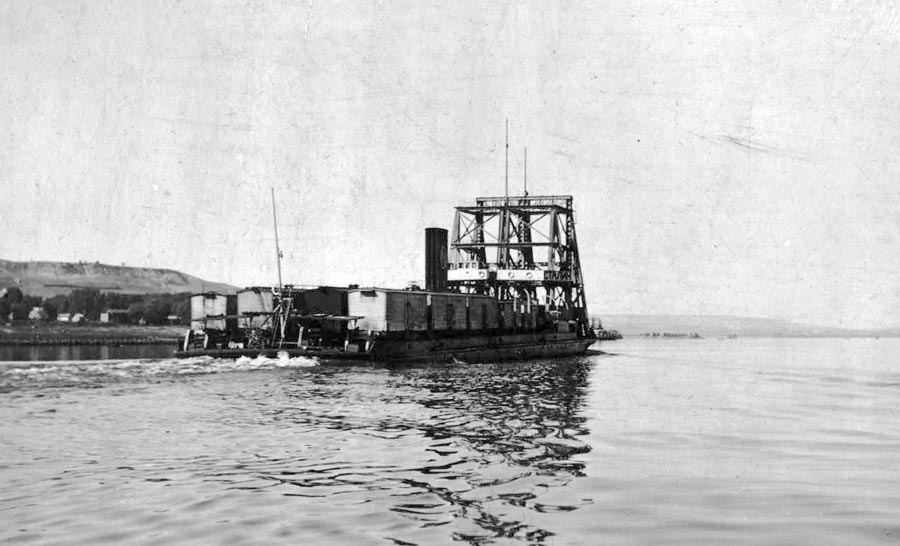
Паром «Иосиф Сталин»

«Иосиф Сталин» (до 1939 года «Саратовская переправа») — самоходный паром, использовавшийся для перевозки железнодорожных вагонов через Волгу с конца XIX века.

## История создания
Начало непрерывных русских паромных железнодорожных перевозок относится к 1894—1896 годам и связано со строительством Рязанско-Уральской железной дороги (РУЖД) и железнодорожной переправы через Волгу у Саратова. Волга была препятствием, не позволявшим поездам попадать напрямую в Заволжье. В 1890-х годах для перевозки вагонов через Волгу на британском заводе Армстронг были заказаны ледокол и паром. Ледокол получил название «Саратовский ледокол», под которым просуществовал до 60-х годов XX столетия, а паром — «Саратовская переправа».

## Довоенный период
При советской власти, в 1930-х годах, в районе Увека был сооружён саратовский железнодорожный мост. После этого паромы («Саратовская переправа» и «Переправа Вторая») и ледокол ещё некоторое время находились в Саратове, а затем были направлены в район Сталинграда. На правом берегу Волги находилась станция Латошинка, а на левой — станция Паромная.
В 1939 году, в ознаменование 60-летия Иосифа Виссарионовича Сталина, паром «Саратовская переправа» был переименован в «Иосифа Сталина».

## Великая Отечественная война
Железнодорожная станция интенсивно работала с начала Великой Отечественной войны. Ежедневно два парома перевозили до 600 вагонов. Всего за время войны было перевезено 53 тысячи вагонов.
Переправа действовала с июля по 24 августа 1942 года, когда Латошинку заняли части Вермахта. Ночью 24 августа паром «Иосиф Сталин» втайне подошёл к станции. Краснофлотцы вручную перекатывали вагоны на судно. Когда паром отчалил, начало светать. Немцы заметили судно и открыли по нему артиллерийский огонь, который не нанёс ему ущерба. Наутро над паромом был замечен немецкий самолёт. Огонь зенитчиков заставил его удалиться. С этого времени переправа прекратила работу.
17 сентября 1942 года немецкая артиллерия обстреляла паромы. За полчаса было выпущено несколько десятков снарядов. Суда были подожжены снаружи и изнутри. Загорелись машинное отделение, каюты и нефть. Поврежденные, но вполне ремонтопригодные паромы были затоплены своими экипажами. Чтобы заставить немцев поверить в гибель судов, красноармейцы развесили на металлических ограждениях старые канаты и подожгли их. Затопив якобы погибшие при обстреле паромы, советские войска не дали врагу возможности использовать их для переброски войск через Волгу.
В начале декабря 1942 военный совет Сталинградского фронта постановил поднять со дна оба парома. Первым был поднят «Иосиф Сталин». 13 декабря он уже был на плаву. 26 декабря на плаву была и «Переправа Вторая».

## Послевоенный период
После Сталинградской битвы на переправе работал лишь «Иосиф Сталин», второй паром находился на ремонте. В 1943 году штат работников переправы составлял 376 человек. Речники успешно справлялись с перевозкой строительных материалов в разрушенный город-герой.